# Sarmex
Sarmex Satu Mare este o companie producătoare de mobilă din România.
Compania produce mobilier din lemn masiv în stil clasic.
Un procent de 95% din producția firmei este destinat exportului, în țări din Europa Occidentală și de Est.
Compania deține și o rețea de magazine în București, Timișoara, Iași, Cluj-Napoca, Brașov, Sibiu și Suceava.
În anul 2007, compania a avut încasări de 4,5-5 milioane euro.